# Iron Man (bài hát)
"Iron Man" là một bài hát của ban nhạc heavy metal người Anh Black Sabbath, được phát hành trích từ album phòng thu thứ hai Paranoid (1970) của nhóm và ra mắt dưới dạng đĩa đơn tại Hoa Kỳ vào tháng 10 năm 1971.

## Hoàn cảnh ra đời và sáng tác

Câu riff của "Iron Man"

Sau khi nghe câu guitar riff chính của Tony Iommi ở buổi tập lần đầu tiên, giọng ca Ozzy Osbourne kể lại nó nghe "như một gã sắt khổng lồ đang dảo bước đến", và "Iron Bloke" nhanh chóng trở thành nhan đề tạm thời khi ban nhạc phát triển bài hát. Iommi sáng tác câu riff "ngay tức thì" đáp lại nhịp trống trầm khởi động của tay trống Bill Ward, tạo ra cảm giác "có người bí mật tiến lại gần bạn". Khi thu âm bài hát, nhà sản xuất Rodger Bain và kỹ sư phòng thu Tom Allom gặp vô vàn khó khăn để thu được "công suất và chiều sâu của âm thanh" ở tiếng trống trầm trong phòng thu do những hạn chế về microphone lúc bấy giờ.
Phần ca từ (do tay bass kiêm nhạc sĩ soạn lời Geezer Butler thực hiện) kể câu chuyện tiên tri tự ứng nghiệm: một người đàn ông du hành đến tương lai và chứng kiến tận thế. Trong quá trình trở lại thời hiện tại nhằm cảnh báo nhân loại, anh bị từ trường biến thành thép, rồi sau bị chế giễu và thờ ơ bởi những người mà anh định cứu. Do cảm thấy phẫn uất, Iron Man trả đũa bằng cách thật sự gây ra tận thế như trong góc nhìn của anh.
Butler nói rõ rằng chẳng có liên hệ nào giữa bài hát và nhân vật siêu anh hùng cùng tên của Marvel Comics, giải thích rằng anh chưa hề đọc truyện tranh của Mỹ lúc còn nhỏ. Thay vào đó, anh lấy cảm hứng soạn lời bài hát từ nhận xét "iron bloke" của Osbourne và quyết định soạn lời thành câu chuyện khoa học viễn tưởng. Lớn lên trong gia đình Công giáo sùng đạo, Butler cũng định chọn chủ đề bài hát là phép phúng dụ về Jesus Christ, song thay vì tha thứ cho những kẻ hoài nghi và quấy rầy mình, Iron Man lại tìm kiếm sự báo thù. Butler kể lại: "Tôi thích các bộ phim kinh dị của Hammer ở thập niên 1960 và các tạp chí như Man, Myth and Magic, nhưng tôi có chút trải nghiệm siêu nhiên lúc còn nhỏ và những giấc mơ đã thành hiện thực; chuyện đó tạo dựng mối quan tâm đến thần bí học hơn bất cứ thứ gì khác", ngoài ra anh nhắc đến các tiểu thuyết của H.G. Wells làm cảm hứng.
Hiệu ứng dùng để tạo giọng hát bị méo tiếng của Osbourne ở phần mở đầu bài hát đã dẫn đến một số đồn đoán. Trong nhiều năm, có người đoán rằng giọng của Osbourne đã được xử lý bằng điều chế vòng điện (ring modulator) - công nghệ nổi tiếng vì được dùng để tạo giọng của Dalek trong chương trình truyền hình Doctor Who. Iommi dùng hiệu ứng này trên khúc guitar solo ở bài hát "Paranoid" từ album cùng tên. Theo lời Butler, phương thức công nghệ thấp mới được sử dụng: Osbourne hát thông qua một cái quạt kim loại đang dao động.

## Đón nhận và di sản
Bài hát vươn đến vị trí số 52 (hạng cao nhất) trên Billboard Hot 100 vào năm 1972, trở thành đĩa đơn có thứ bậc xếp hạng cao nhất của nhóm. Bài cũng giành vị trí số 68 trên bảng RPM Magazine Top 100 của Canada. Bản tái trình bày trực tiếp ca khúc từ album Reunion (2001) đã giúp nhóm đoạt giải Grammy (2000) cho Trình diễn metal xuất sắc nhất.
"Iron Man" được sử dụng ở phần ghi công cuối phim Người Sắt (2008), cũng như trò chơi video chuyển thể và trailer phần phim tiếp theo Người Sắt 2 (2010). Nhân vật Tony Stark, bản ngã khác của Người Sắt, cũng mặc áo phông in hình Black Sabbath trong bộ phim Biệt đội siêu anh hùng (2012). Bài hát giành vị trí số 317 trong danh sách 500 bài hát vĩ đại nhất lịch sử của Rolling Stone tính đến năm 2004, và vị trí số 7 trong danh sách "100 bài hát heavy metal hay nhất mọi thời đại" vào tháng 3 năm 2023. "Iron Man" được liệt là bài hát hay thứ sáu của Black Sabbath bởi Rock – Das Gesamtwerk der größten Rock-Acts im Check. VH1 xếp ca khúc là bài hát heavy metal hay nhất mọi thời đại.

## Chứng nhận
| Quốc gia                                                    | Chứng nhận | Số đơn vị/doanh số chứng nhận |
| ----------------------------------------------------------- | ---------- | ----------------------------- |
| Anh Quốc (BPI)                                              | Bạc        | 250.000‡                      |
| ‡ Chứng nhận dựa theo doanh số tiêu thụ và phát trực tuyến. |            |                               |